# Rév község
Rév község (románul: Comuna Vadu Crișului) község Bihar megyében, Romániában. Központja Rév, beosztott falvai Bertény, Köröstopa, Tomnatek.

## Népessége
A 2011-es népszámlálás adatai alapján a község népessége 4009 fő volt.